# Широкий, Вильям
Вильям Широкий (чеш. и словац. Viliam Široký, 31 мая 1902, Братислава, Австро-Венгрия — 6 октября 1971, Прага, ЧССР) — чехословацкий государственный и политический деятель, и. о. президента ЧССР (1957), премьер-министр ЧССР (1953—1963).

## Биография
Родился в семье железнодорожника. С 1921 г. член Коммунистической партии Чехословакии (КПЧ). Считался агентом НКВД, задачей которого было информировать Москву о деятельности руководства КПЧ, в первую очередь — Клемента Готвальда. Накануне Второй мировой войны становится председателем КПЧ в Словакии. В 1935 г. и до роспуска КПЧ в 1938 г. — депутат Национального собрания Чехословакии. Во время войны работал в качестве иностранного члена секретариата Коммунистической партии в изгнании в Париже, а затем — на аналогичной должности в Москве. В 1941 году он был отправлен в Словакию, где он вскоре был арестован и приговорён к тюремному заключению. В начале 1945 года ему удалось бежать, и вступить в РККА.
В 1929—1963 гг. — член ЦК, в 1948—1963 гг. — член Президиума ЦК КПЧ. Член парламента (1946—1964).
- 1945—1953 гг. — заместитель премьер-министра Чехословакии (в 1950—1953 гг. — одновременно министр иностранных дел),
- 1945—1954 гг. — председатель Коммунистической партии Словакии, являлся инициатором процесса над буржуазными националистами в 1951—1954 гг.,
- 1957 г. — и. о. президента ЧССР,
- 1953—1963 гг. — премьер-министр ЧССР. Подписал Варшавский договор от имени ЧР.

Во время «Пражской весны» и реабилитационных процессов был освобождён от всех должностей, в 1968 году был исключён из рядов КПЧ; восстановлен незадолго до смерти в 1971 году.

## Награды
- Большой крест ордена Возрождения Польши (5.7.1947)[4]
- Два ордена Клемента Готвальда (7.5.1955, 30.5.1962)[5].